# Anisomysis aikawai
Anisomysis aikawai är en kräftdjursart som beskrevs av Ii 1964. Anisomysis aikawai ingår i släktet Anisomysis och familjen Mysidae. Inga underarter finns listade i Catalogue of Life.